# Israel Football League 2022-2023
La Israel Football League 2022-2023 (porta questa numerazione pur svolgendosi interamente nel 2023) è la 16ª edizione del campionato di football americano di primo livello, organizzato da AFI. 

## Squadre partecipanti
| Club                       | Città          | Stadio | Sponsor ufficiale    | Risultato nella stagione 2022 |
| -------------------------- | -------------- | ------ | -------------------- | ----------------------------- |
| Beer Sheva Spartans        | Be'er Sheva    |        |                      |                               |
| Beit Shemesh Rebels        | Bet Shemesh    |        |                      |                               |
| Carmel Dogs                | Haifa          |        | Nemo’s               |                               |
| Jerusalem Lions            | Gerusalemme    |        | Big Blue             |                               |
| Mazkeret Batya Silverbacks | Mazkeret Batya |        | Rose Valley Crossfit |                               |
| Petah Tikva Troopers       | Petah Tiqwa    |        | Mike’s Place         |                               |
| Ramat HaSharon Hammers     | Ramat HaSharon |        |                      |                               |
| Tel Aviv Pioneers          | Tel Aviv       |        |                      |                               |

## Stagione regolare

### Calendario

#### 1ª giornata
| Ramat HaSharon 20 gennaio 2023, ore 9:00 | Ramat HaSharon Hammers | 50 – 20 | Tel Aviv Pioneers | Dudu Dotan |

| Bet Shemesh 21 gennaio 2023, ore 20:00 | Beit Shemesh Rebels | 16 – 40 | Jerusalem Lions |  |

#### 2ª giornata
| Petah Tiqwa 27 gennaio 2023, ore 19:30 | Petah Tikva Troopers | 0 – 21 | Beer Sheva Spartans |  |

| Bet Shemesh 28 gennaio 2023, ore 20:00 | Beit Shemesh Rebels | 52 – 54 | Tel Aviv Pioneers |  |

#### 3ª giornata
| Petah Tiqwa 3 febbraio 2023, ore 9:00 | Petah Tikva Troopers | 0 – 61 | Carmel Dogs |  |

| Mazkeret Batya 3 febbraio 2023, ore 9:00 | Mazkeret Batya Silverbacks | 0 – 42 | Jerusalem Lions |  |

#### 4ª giornata
| Be'er Sheva 9 febbraio 2023, ore 21:00 | Beer Sheva Spartans | 12 – 48 | Carmel Dogs |  |

| Bet Shemesh 11 febbraio 2023, ore 20:00 | Beit Shemesh Rebels | 44 – 38 | Ramat HaSharon Hammers |  |

#### 5ª giornata
| Petah Tiqwa 16 febbraio 2023, ore 20:00 | Petah Tikva Troopers | 16 – 52 | Jerusalem Lions | Stadio HaMoshava |

| Yizre'el 17 febbraio 2023, ore 10:00 | Carmel Dogs | 49 – 0 | Mazkeret Batya Silverbacks | Kibbutz Jezreel Rugby Field |

#### 6ª giornata
| Gerusalemme 23 febbraio 2023, ore 20:00 | Jerusalem Lions | 18 – 20 | Ramat HaSharon Hammers | Kraft Sports Campus |

| Petah Tiqwa 24 febbraio 2023, ore 9:00 | Petah Tikva Troopers | 14 – 66 | Beit Shemesh Rebels | Stadio HaMoshava |

#### 7ª giornata
| Gerusalemme 2 marzo 2023, ore 20:00 | Tel Aviv Pioneers | 50 – 0 | Petah Tikva Troopers | Kraft Sports Campus |

| Mazkeret Batya 3 marzo 2023, ore 9:00 | Mazkeret Batya Silverbacks | 18 – 14 | Beer Sheva Spartans |  |

| Yizre'el 3 marzo 2023, ore 10:00 | Carmel Dogs | 50 – 12 | Jerusalem Lions | Kibbutz Jezreel Rugby Field |

#### 8ª giornata
| Beer Sheva 9 marzo 2023, ore 21:00 | Beer Sheva Spartans | 6 – 48 | Tel Aviv Pioneers | Sportek Beer Sheva |

| Ramat HaSharon 10 marzo 2023, ore 9:00 | Ramat HaSharon Hammers | 70 – 0 | Mazkeret Batya Silverbacks | Dudu Dotan |

#### 9ª giornata
| Gerusalemme 16 marzo 2023, ore 9:00 | Tel Aviv Pioneers | 14 – 36 | Ramat HaSharon Hammers | Kraft Sports Campus |

| 2023 | Jerusalem Lions | 50 – 0 (a tavolino) | Beer Sheva Spartans |  |

#### 10ª giornata
| Mazkeret Batya 24 marzo 2023, ore 9:00 | Mazkeret Batya Silverbacks | 3 – 44 | Beit Shemesh Rebels |  |

| Ramat HaSharon 24 marzo 2023, ore 9:00 | Ramat HaSharon Hammers | 48 – 8 | Petah Tikva Troopers |  |

#### 11ª giornata
| Gerusalemme 30 marzo 2023, ore 19:30 | Jerusalem Lions | 12 – 22 | Tel Aviv Pioneers | Kraft Sports Campus |

| Be'er Sheva 30 marzo 2023, ore 21:00 | Beer Sheva Spartans | 40 – 0 | Petah Tikva Troopers |  |

| Netanya 31 marzo 2023, ore 10:00 | Carmel Dogs | 27 – 50 | Beit Shemesh Rebels | Istituto Wingate |

#### 12ª giornata
| Gerusalemme 13 aprile 2023, ore 20:00 | Tel Aviv Pioneers | 50 – 30 | Carmel Dogs | Kraft Sports Campus |

| Mazkeret Batya 13 aprile 2023, ore 21:00 | Mazkeret Batya Silverbacks | 47 – 8 | Petah Tikva Troopers |  |

| Ramat HaSharon 14 aprile 2023, ore 9:00 | Ramat HaSharon Hammers | 50 – 0 | Beer Sheva Spartans |  |

#### 13ª giornata
| Gerusalemme 20 aprile 2023, ore 19:30 | Jerusalem Lions | 18 – 7 | Mazkeret Batya Silverbacks | Kraft Sports Campus |

| Be'er Sheva 20 aprile 2023, ore 21:00 | Beer Sheva Spartans | 18 – 42 | Beit Shemesh Rebels |  |

| Yizre'el 21 aprile 2023, ore 10:00 | Carmel Dogs | 43 – 66 | Ramat HaSharon Hammers |  |

#### 14ª giornata
| Bet Shemesh 27 aprile 2023, ore 20:00 | Beit Shemesh Rebels | 28 – 31 | Carmel Dogs |  |

| Mazkeret Batya 27 aprile 2023, ore 21:00 | Mazkeret Batya Silverbacks | 8 – 54 | Tel Aviv Pioneers |  |

### Classifica
La classifica della regular season è la seguente:
- PCT = percentuale di vittorie, G = partite giocate, V = partite vinte, P = partite perse, PF = punti fatti, PS = punti subiti

| Pos. | Squadra                    | PCT  | G | V | N | P | PF  | PS  |
| ---- | -------------------------- | ---- | - | - | - | - | --- | --- |
| 1    | Ramat HaSharon Hammers     | .875 | 8 | 7 | 0 | 1 | 378 | 147 |
| 2    | Tel Aviv Pioneers          | .750 | 8 | 6 | 0 | 2 | 312 | 194 |
| 3    | Carmel Dogs                | .625 | 8 | 5 | 0 | 3 | 339 | 218 |
| 4    | Jerusalem Lions            | .625 | 8 | 5 | 0 | 3 | 244 | 131 |
| 5    | Beit Shemesh Rebels        | .625 | 8 | 5 | 0 | 3 | 342 | 225 |
| 6    | Mazkeret Batya Silverbacks | .250 | 8 | 2 | 0 | 6 | 83  | 299 |
| 7    | Beer Sheva Spartans        | .250 | 8 | 2 | 0 | 6 | 111 | 256 |
| 8    | Petah Tikva Troopers       | .000 | 8 | 0 | 0 | 8 | 46  | 385 |

## Playoff

### Tabellone
|  | Semifinali | Semifinali             | Semifinali |                   |    | XVI Israbowl           | XVI Israbowl | XVI Israbowl |  |
|  |            |                        |            |                   |    |                        |              |              |  |
|  | 1          | Ramat HaSharon Hammers | 54         |                   |    |                        |              |              |  |
|  | 1          | Ramat HaSharon Hammers | 54         |                   |    |                        |              |              |  |
|  | 4          | Jerusalem Lions        | 12         |                   |    |                        |              |              |  |
|  | 4          | Jerusalem Lions        | 12         |                   | 1  | Ramat HaSharon Hammers | 36           |              |  |
|  |            |                        |            |                   | 1  | Ramat HaSharon Hammers | 36           |              |  |
|  |            |                        | 2          | Tel Aviv Pioneers | 42 |                        |              |              |  |
|  | 2          | Tel Aviv Pioneers      | 2          | Tel Aviv Pioneers | 42 | 24                     |              |              |  |
|  | 2          | Tel Aviv Pioneers      |            |                   |    |                        |              |              |  |
|  | 3          | Carmel Dogs            | 0          |                   |    |                        |              |              |  |

### Semifinali
| Ramat HaSharon 11 maggio 2023, ore 20:00 | Ramat HaSharon Hammers | 54 – 12 | Jerusalem Lions |  |

| Petah Tiqwa 12 maggio 2023, ore 9:30 | Tel Aviv Pioneers | 24 – 0 | Carmel Dogs | Stadio HaMoshava |

### XVI Israbowl
| Gerusalemme 19 maggio 2023, ore 19:30 | Ramat HaSharon Hammers | 36 – 42 | Tel Aviv Pioneers | Kraft Sports Campus |

## Verdetti
- Tel Aviv Pioneers Campioni di Israele 2022-2023 (4º titolo)